# Acheta confalonierii
Acheta confalonierii är en insektsart som först beskrevs av Capra 1929.  Acheta confalonierii ingår i släktet Acheta och familjen syrsor. Inga underarter finns listade i Catalogue of Life.